# Łoże (broń strzelecka)

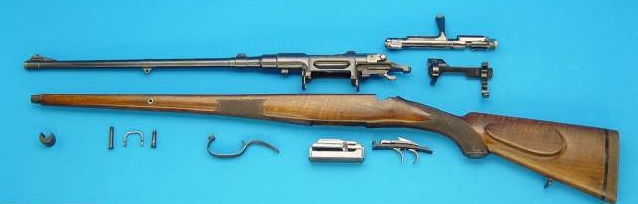
Łoże zintegrowane z kolbą w rozłożonym sztucerze Mannlicher-Schönauer

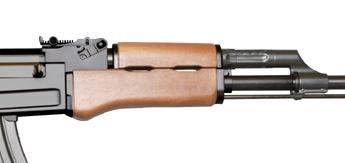
Łoże przednie oraz nakładka w karabinku AK

Łoże – element konstrukcyjny broni strzeleckiej (np. karabinu) najczęściej zintegrowany z kolbą, w którym osadzana jest komora zamkowa z lufą. Łoże broni strzeleckiej wraz z nakładką lufy pełni funkcję obudowy broni umożliwiającej jej użytkowanie. 
W broni strzeleckiej wyróżnia się również łoże przednie, stanowiące osobny, niezintegrowany z kolbą element, osłaniający jedynie lufę (stanowiący przedni uchwyt i chroniący dłoń przed poparzeniami od rozgrzanej lufy).